# Temperaturresistenz
Als Temperaturresistenz (Syn. Thermoresistenz) wird die Widerstandsfähigkeit von Lebewesen gegen für sie extrem hohe (Hitzeresistenz) oder niedrige (Kälteresistenz) Temperaturen bezeichnet.
In der Botanik liegt die Temperaturgrenze bei ca. 45° Celsius, die hochentwickelte Pflanzen ohne bleibende Schäden überstehen können. Nach entsprechender Abhärtung gelingt es einzelnen Arten, auch bis zu 60° Celsius zu tolerieren. Niedere Lebewesen, wie thermophile Prokaryoten ertragen wesentlich höhere Temperaturen, bis zu 100° Celsius. Innerhalb eines Organismus sind die jeweils physiologisch aktivsten Gewebeteile am stärksten gefährdet. Dabei treten infolge der Hitze-Denaturierung thermolabiler Enzyme in erster Linie Membranschäden und Stoffwechselstörungen auf. Für höhere Pflanzen spielt die Transpirationskühlung (Verdunstungskälte) die wichtigste Rolle, um Hitzeschäden im Freiland zu vermeiden.
In der Zoologie erkranken oder sterben Lebewesen bei für sie zu hohen (Hitzschlag) bzw. zu niedrigen Temperaturen, weil sich die Körpertemperatur zu stark ändert oder der Kreislauf zu stark belastet wird. Während Landtiere in der Lage sind, extremen Temperaturen durch einen Ortswechsel, das Aufsuchen von Sonnenlicht oder Schatten bis hin zum Eintauchen in Wasser oder Schlamm oder dem Eingraben in den Erdboden zu entgehen, wird eine gewisse Temperaturresistenz auch gewährleistet durch:
- Felle, Federn bzw. Kleidung
- Nachtaktivität
- jahreszeitlich auch durch Dormanz, Winterstarre oder Winterschlaf
- bzw. durch Schwitzen. Dieses hängt in seiner physikalischen Wirksamkeit von der Lufttemperatur und Luftfeuchtigkeit sowie vom Wind ab (Windchill) und weist auch individuelle, sowie von Art und Umwelt geprägte Unterschiede auf.
- Hecheln des Hundes, Ohrenwackeln des Elefanten

Trotz dieser Möglichkeiten halten Tiere in der Regel weniger Hitze aus als Pflanzen. Insbesondere Fische und Amphibien besitzen die geringste Temperaturresistenz und sterben bereits zwischen 25° und 30° Celsius.
Der Zustand eines Menschen bei gefährlicher Überhitzung wird als Hitzschlag bezeichnet. Das starke Absinken der Körpertemperatur wird Unterkühlung genannt, es droht das Erfrieren.